# بیژن عبدالکریمی
بیژن عبدالکریمی (زادهٔ ۱۳۴۲) دانشیار گروه فلسفه دانشگاه آزاد اسلامی واحد تهران شمال بود. عبدالکریمی دوره کارشناسی و کارشناسی ارشد فلسفه را به ترتیب در سال‌های ۱۳۶۷ و ۱۳۷۳ در دانشگاه تهران به پایان رساند و در سال ۱۳۸۰ از دورهٔ دکتری فلسفه در دانشگاه مسلمان علیگر هندوستان فارغ‌التحصیل شد.

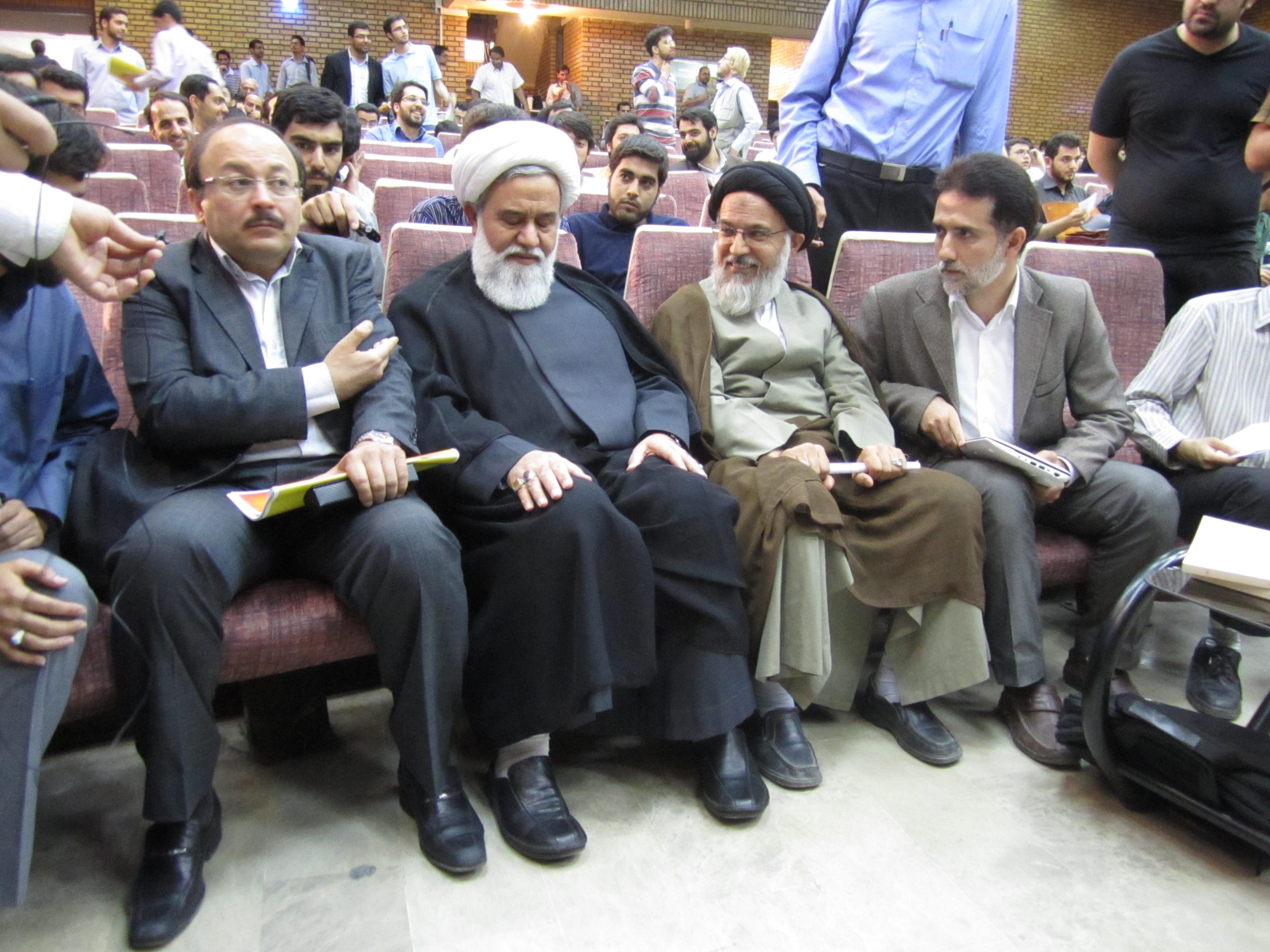
از چپ: بیژن عبدالکریمی، علی‌اکبر رشاد و محمدمهدی میرباقری در همایش علم دینی، ۹ خرداد ۱۳۹۱، دانشکده علوم اجتماعی دانشگاه تهران

## دیدگاه‌ها
عبدالکریمی از منتقدان نگاه سیاسی به مقولهٔ فرهنگ، علوم انسانی اسلامی و اسلامی‌سازی دانشگاه‌ها است و معتقد است باید رویکرد هستی‌شناسانه جایگزین رویکردهای تئولوژیک و ایدئولوژیک شود. او بر بازخوانی سنت فکری متفکرانی همچون علی شریعتی و احمد فردید تأکید می‌کند و رویکرد عبدالکریم سروش، مصطفی ملکیان و محمد مجتهد شبستری نسبت به متون مقدس را مورد نقد قرار داده است. عبدالکریمی در رابطه با تفکر تئولوژیک، معتقد بر تفکری جدلی و همین‌طور سیستماتیک به معنای خاص است.
قاسم سلیمانی
کسانی که قاسم سلیمانی را تروریست می‌دانند از عقلانیت درستی برخوردار نیستند. قاسم سلیمانی سربازی است که ما را به این قدرت منطقه‌ای رسانده و توان دفاع از خود را به ما داده است. ما باید از دستاوردهای قاسم سلیمانی و نیروهای انقلاب دفاع کنیم و نارسایی‌های آن‌ها را بیان کنیم. نارسایی‌هایی که شامل عدم درک حکمی از جهان معاصر، تأخر تاریخی می‌باشد.
اظهارات در مورد آبادان
بیژن عبدالکریمی در یک میزگرد عنوان کرد: «آبادان فاحشه‌خانه سربازان آمریکایی بود». وی مدتی بعد با انتشار پیامی تصویری گفت منظورش از این گفته چیز دیگری بوده است و گفتگو در رسانه‌ها تقطیع شده است.

## اخراج از دانشگاه
عبدالکریمی در ۱۳ شهریور ۱۴۰۰ حکم اخراج خود را به دلیل اظهاراتش در یک سخنرانی دریافت کرد. او ماجرای اخراجش را به این شکل شرح داد:
مهمان وزارت کشور بودم. … از من دعوت شده بود که سخنرانی کنم. در سخنرانی به لزوم مشارکت مردمی در مبارزه با مسئله سلطه و سلطه‌گری اشاره داشتم. گفتم که اگر توانستیم در جنگ در برابر قدرت‌های جهانی ایستادگی کنیم، به برکت مشارکت مردم بود. امروز هم به واسطه تحریم، زیر فشار نظام سلطه هستیم؛ لذا لازم است که مجدداً مردم مشارکت کنند و از حمایت مردم برخوردار باشیم. در آن جلسه گفتم که امیدوارم حوادث سال ۸۸ اتفاق نیفتد تا برادر در مقابل برادر و ایرانی در مقابل ایرانی نایستد. بعد از این سخنرانی برخی، سخنانم را تاویل بر حمایت از آنچه که «فتنه» می‌نامند، کردند. به همین دلیل ۶ ماه اخراج شدم.
برخی از منابع دلیل اخراج وی را حمایت از دوران پهلوی عنوان کردند.

## کتاب‌ها

### تألیف
- در جستجوی معاصریت، بیژن عبدالکریمی، تهران: نقد فرهنگ، ۱۳۹۸
- دن‌کیشوت‌های ایرانی، بیژن عبدالکریمی، تهران: نقد فرهنگ، ۱۳۹۷
- آیندهٔ روحانیت و جهان معاصر، بیژن عبدالکریمی، تهران: نقد فرهنگ، ۱۳۹۷
- پرسش از امکان امر دینی در جهان معاصر، بیژن عبدالکریمی: تهران: نقد فرهنگ، ۱۳۹۷
- مشرکی در خانواده پیامبر، حسن محدثی و بیژن عبدالکریمی، تهران: انتشارات نقد فرهنگ، ۱۳۹۶
- پایان تئولوژی (دوجلدی)، بیژن عبدالکریمی، تهران: انتشارات نقد فرهنگ، ۱۳۹۵
- شریعتی و تفکر آینده ما، بیژن عبدالکریمی، تهران: نقد فرهنگ، ۱۳۹۳
- هایدگر در ایران، بیژن عبدالکریمی، تهران: مؤسسه پژوهشی حکمت و فلسفه ایران، ۱۳۹۲
- هایدگر و استعلا: شرحی بر تفسیر هایدگر از کانت، بیژن عبدالکریمی، تهران: انتشارات ققنوس، ۱۳۹۲ (چاپ اول ۱۳۸۱)
- ما و جهان نیچه‌ای، بیژن عبدالکریمی، تهران: انتشارات علم، ۱۳۸۷
- ما و پست‌مدرنیسم: نقد و بررسی گفتمان پست‌مدرنیسم در ایران، بیژن عبدالکریمی و محمدعلی محمدی، تهران: جهاد دانشگاهی، ۱۳۸۴
- هگل یا مارکس: نقدی بر جریان روشنفکری ایران، بیژن عبدالکریمی و محمد رضایی، تهران: انتشارات نقد فرهنگ، ۱۳۸۴
- مونیسم یا پلورالیسم: واکاوی هستی‌شناسی یک نظریه اجتماعی (تحلیل و نقد دیدگاه داریوش شایگان در افسون‌زدگی جدید)، گروه مؤلفان، تهران: مرکز بین‌المللی گفتگوی تمدن‌ها، ۱۳۸۳
- رهایی‌بخشی یا سلطه: نقدی بر نظام آموزش و پرورش ایران، بیژن عبدالکریمی و محمدعلی محمدی، تهران: انتشارات نقد فرهنگ، ۱۳۸۱
- قصه من و تو (مجموعه شعر)، بیژن عبدالکریمی، تهران: انتشارات نقد فرهنگ، ۱۳۸۰
- شریعتی و سیاست‌زدگی، بیژن عبدالکریمی، تهران: مؤسسه خدمات فرهنگی رسا، ۱۳۷۷
- تفکر و سیاست: نسبت مابعدالطبیعه و فلسفه سیاسی در افلاطون، بیژن عبدالکریمی، تهران: انتشارات علمی و فرهنگی، ۱۳۷۶
- ن‍گ‍اه‍ی دوب‍اره ب‍ه م‍ب‍ان‍ی ف‍ل‍س‍ف‍ه س‍ی‍اس‍ی ش‍ری‍ع‍ت‍ی: ت‍ام‍ل‍ی ب‍ر پ‍ارادوک‍س دم‍ک‍راس‍ی م‍ت‍ع‍ه‍د، بیژن عبدالکریمی، تهران: نشر اشراقیه، ۱۳۶۸

### ترجمه
- بررسی روشنگرانه اندیشه‌های مارتین هایدگر، والتر بیمل، بیژن عبدالکریمی (مترجم)، تهران: انتشارات سروش، ۱۳۸۱
- هایدگر، پاتریشیا آلتنبرند جانسون، بیژن عبدالکریمی (مترجم)، تهران: انتشارات علم، ۱۳۸۷

### ویرایش
- نوشته‌های اساسی شریعتی، بیژن عبدالکریمی (به اهتمام)، تهران: نقد فرهنگ، ۱۳۹۳
- ادبیات و فلسفه در گفتگو، هانس گئورگ گادامر، زهرا زواریان (مترجم)، بیژن عبدالکریمی (ویراستار)، تهران: نقش و نگار
- اگزیستانسیالیسم، دین، و اخلاق، ثریا احمدی و سعیده مرادی، بیژن عبدالکریمی (ویراستار)، تهران: علم، ۱۳۹۰